# مقدس

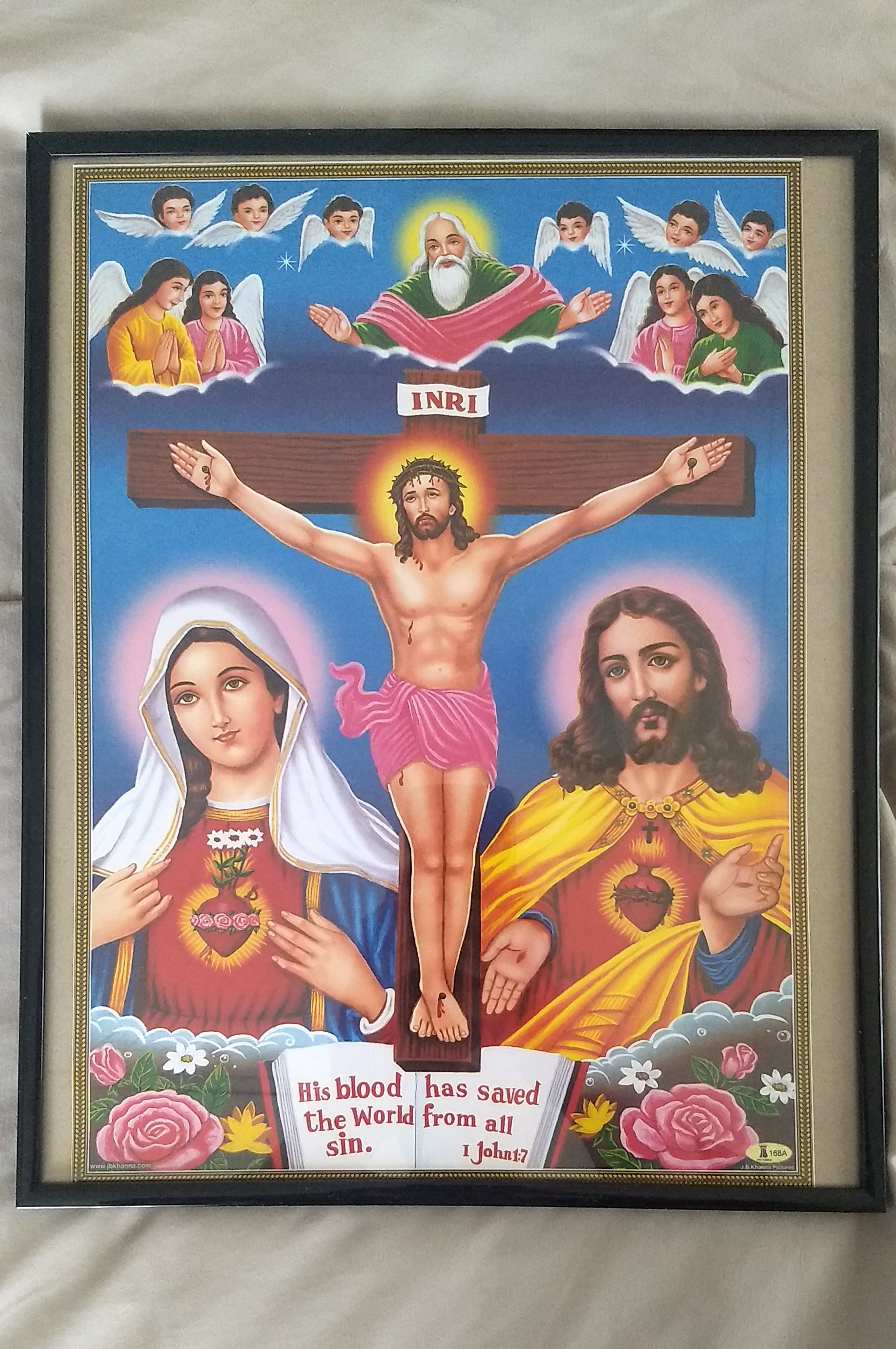
تصویر مقدس مورد استفاده برای تقدیس به قلب مقدس عیسی و قلب مطهر مریم

مُقَدّس در لغت به معنی «پاک، پاکیزه، منزه، پاک‌کرده، به پاکی یادشده، و به پاکی خوانده‌شده» است. افراد مذهبی، اشیاء، موجودات، یا مکان‌های مقدّس را چیزهایی در اساس کائنات می‌دانند که اثری دگرگون‌کننده بر زندگی و سرنوشت آنان دارند. مقدّس به ماهیتی گفته می‌شود که از امور روزمره به دور و از دسترس انسان‌ها خارج است. قوانین ویژه‌ای برای رفتار با مقدسات وجود دارد.
نظریه‌های مختلفی برای توجیه پیدایش مفهوم تقدس ارائه شده‌اند، مانند نظریهٔ امیل دورکیم در جامعه‌شناسی. از نقطه‌نظری دیگر، تقدس امری توضیح‌ناپذیر براساس مفاهیم دیگر دانسته شده‌است؛ مانند نظرات رودلف اتو در پدیدارشناسی مذهبی که مقدس‌بودن را بعدی از احساسات می‌داند که مبنای تجربهٔ مذهبی است. به دنبال آن، میرچا الیاده ریخت‌شناسی برای ظهور تقدس تدوین کرد و کم‌تر شدن آن را در جامعهٔ مدرن توضیح داد.

## کتاب‌ها
کتاب‌های دینی و سیاسی بسیاری در تاریخ مورد تقدس بوده‌اند. تورات، انجیل و قرآن جزو کتاب‌های مقدس دینی و کتاب سرخ و روح‌نامه جزو کتاب‌های مقدس سیاسی هستند.